# Lijst van spelers van LONGA
Dit is een lijst van voetballers die minimaal één officiële wedstrijd hebben gespeeld in het eerste elftal van de Nederlandse voormalig betaaldvoetbalclub LONGA.

## B
- Cees Bergmans
- Piet van Bladel
- Gerd Blume
- Heinz Blume

## D
- Wim van Diessen
- Cees Dikmans
- Jan Donders
- Theo van Dooremalen
- Jan Druyts

## E
- Cees van Eick
- Giro Engel
- Henk van Erp
- Cornelis van Erven
- Van Eyk

## F
- Theo Franken

## G
- Van Gisteren

## H
- Theo Hagemeijer
- Ad Hendriks
- Fer Hesselberth
- G. Hesselberth
- Cees Horsten
- Cees van Hout

## K
- Wim Kieboom
- Ben Klerks
- Harrie de Kort
- Lambert de Kort

## L
- Van der Luytgaarden

## M
- Jef Maas
- Cees Massuger
- Jan Meijer
- Tinus van Meijs

## N
- Marie van Noye

## O
- Marinus Oprinsen

## P
- Karel Paulides
- Jan Paulissen

## R
- Jan van Roessel
- Van Roosendaal

## S
- Ad Smolders
- Theo Smolders
- Leo Snijders
- Gerard Spanings
- Henk Struycken
- Nico Struycken
- P. Struycken

## T
- Timmermans

## U
- Rob Uytermerk

## V
- Rijk van Veldhuizen
- Frans van de Ven
- Leo Villevoye
- Piet Villevoye

## W
- Wim van der Wall

## Z
- Henk Zieltjens
- Louis de Zwart